# H·G·基恩
H·G·基恩（1826年—1915年3月26日）是一位英国历史学家，专攻中世纪和现代印度的历史，主要作品有《莫卧儿帝国：从奥朗则布大帝时代到莱克勋爵占领德里》（The Moghul empire; from the death of Aurungzeb to the overthrow of the Mahratta power，1886年）等。